# Vorrechts- und Verpflichtungserklärung
Die Vorrechts- und Verpflichtungserklärung ist eine vertragliche Vereinbarung zwischen zwei Markeninhabern mit dem Ziel, ein (patentamtliches) Widerspruchsverfahren oder eine (gerichtliche) Löschungsklage gegen die jüngere Marke bzw. deren Inhaber abzuwenden oder gütlich beizulegen.

## Ausgangslage
Im Folgenden sei der in der Praxis weitaus am häufigsten auftretende Kollisionsfall, dem auch § 9 Abs. 1 Nr. 1 oder 2 MarkenG zugrunde liegt, erläutert:
Ein Markeninhaber besitzt eine jüngere Marke, die mit einer fremden Marke mit älterem Zeitrang identisch ist oder ihr ähnelt, wobei auch zumindest Teile der beiden gegenüberstehenden Waren- und/oder Dienstleistungsverzeichnisse identisch oder ähnlich sind. Dadurch könnte im Marktgeschehen die Gefahr bestehen, dass die beiden Marken verwechselt oder gedanklich in Verbindung gebracht werden.

## Rechtsbehelfe des Inhabers der rangälteren Marke

### Widerspruchsrecht
Dem Inhaber der rangälteren Marke steht gemäß § 42 Abs. 1 MarkenG das Recht zu, beim Deutschen Patent- und Markenamt (DPMA) gegen die Eintragung der jüngeren Marke Widerspruch zu erheben. Voraussetzung dafür ist, dass der Widerspruch innerhalb einer Frist von drei Monaten nach dem Tag der Veröffentlichung der jüngeren Marke erhoben wird. Gemäß § 42 Abs. 2 Nr. 1 MarkenG muss der Widerspruch darauf gestützt werden, dass die jüngere Marke wegen der rangälteren Marke nach § 9 Abs. 1 oder 2 MarkenG gelöscht werden kann.
Ergibt die Prüfung des Widerspruchs (durch das DPMA), dass die jüngere Marke für alle oder für einen Teil der Waren oder Dienstleistungen, für die sie eingetragen ist, zu löschen ist, so wird die Eintragung ganz oder teilweise gelöscht, § 43 Abs. 2 Satz 1 MarkenG.

### Klagerecht
Wenn die dreimonatige Widerspruchsfrist bereits abgelaufen ist, hat der Inhaber der rangälteren Marke gemäß § 55 Abs. 1 MarkenG in Verbindung mit Abs. 2 Nr. 2 der genannten Vorschrift das Recht, bei den ordentlichen Gerichten gegen den Inhaber der jüngeren Marke Klage auf Löschung der jüngeren Marke zu erheben. Wenn die geltend gemachten älteren Rechte gemäß § 9 Abs. 1 Nr. 1 oder 2 MarkenG (siehe oben) begründet sind, wird die jüngere Marke aufgrund der älteren Rechte wegen Nichtigkeit (ganz oder teilweise) gelöscht, § 51 Abs. 1 MarkenG.

## (Wesentlicher) Inhalt der Vorrechts- und Verpflichtungserklärung

### Anerkennung der älteren Rechte und Abgrenzung der Waren und/oder Dienstleistungen
Der Inhaber der jüngeren Marke erkennt die älteren Rechte aus der rangälteren Marke ausdrücklich an und verpflichtet sich, die jüngere Marke nur für bestimmte (in der Vereinbarung detailliert aufzuführende) Waren bzw. Dienstleistungen zu verwenden, nicht aber für Waren bzw. Dienstleistungen, die mit den Waren bzw. Dienstleistungen identisch oder ähnlich sind, für welche die rangältere Marke benutzt wird. Der Inhaber der rangälteren Marke übernimmt seinerseits die Verpflichtung, seine Marke nicht für die dem Inhaber der jüngeren Marke gestatteten Waren oder Dienstleistungen zu verwenden.
Der Inhaber der jüngeren Marke sagt ferner vertraglich zu, aus seiner Marke und/oder deren Benutzung keine Rechte gegen den Inhaber der rangälteren Marke herzuleiten und auch Neueintragungen oder Eintragungen von Abwandlungen der rangälteren Marke zu dulden, sofern sie nicht mit der jüngeren Marke übereinstimmen.

### Erstreckung der Verpflichtungen auf ausländische und internationale Markenrechte
Die oben genannten beiderseitigen Verpflichtungen sollten nicht nur inländische, sondern auch etwaige bereits bestehende und/oder künftige ausländische oder internationale Markenrechte umfassen.
Eventuelle beiderseitige Rechtsnachfolger sollten ebenfalls in die Vorrechts- und Verpflichtungserklärung eingebunden werden.

### Zustimmung zur Eintragung der jüngeren Marke und (ggf.) Rücknahme von Rechtsbehelfen
Die wesentliche vertragliche Gegenleistung des Inhabers der rangälteren Marke besteht darin, dass er der Eintragung der jüngeren Marke zustimmt und einen eventuell bereits erhobenen Widerspruch zurücknimmt. Die Rücknahme eines Widerspruchs ist in jedem Stadium des Widerspruchsverfahrens möglich und zulässig. Falls noch kein Widerspruch erhoben wurde, ist ein Verzicht auf die Erhebung denkbar und auch zulässig. Allerdings ist hierbei zu beachten, dass der Verzicht für den Erklärenden bindende Wirkung hat, solange er in materiellrechtlicher Hinsicht wirksam ist. Der Inhaber der rangälteren Marke sollte deshalb einen "Verzicht" nicht ausdrücklich erklären, sondern besser nur zusichern, er werde von der Erhebung eines Widerspruchs absehen.

#### Rücknahme der Löschungsklage und Vergleich
Für den Fall einer beabsichtigten oder bereits anhängigen Löschungsklage gilt das oben zum Widerspruch Gesagte entsprechend. Die Rücknahme einer bereits erhobenen Löschungsklage durch den Inhaber der rangälteren Marke  sollte aus prozessualen und Kostengründen im Rahmen der Vorrechts- und Verpflichtungserklärung durch außergerichtlichen oder Prozessvergleich erfolgen. Hierbei sind (auch) die einschlägigen Vorschriften der Zivilprozessordnung und des Gerichtskostengesetzes zu beachten.

## Vorteile
Durch die gegenseitige Abgrenzung der Waren- bzw. Dienstleistungskataloge, für die die jeweilige Marke benutzt wird, werden im praktischen Marktgeschehen Verwechslungen der beiden Marken oder gedankliche Verbindungen derselben vermieden. Bereits anhängige Rechtsstreitigkeiten werden beigelegt und mögliche künftige abgewendet. Als Folge der Vorrechts- und Verpflichtungserklärung kommt es nicht selten zu einer geschäftlichen Annäherung der beiden (ehemaligen) Kontrahenten, was wiederum zu weiteren für beide Parteien  gedeihlichen Abmachungen und Verbindungen führen kann.